# Usson-du-Poitou

Usson-du-Poitou este o comună în departamentul Vienne, Franța. În 2009 avea o populație de 1,313 de locuitori.